# 펜티엄 오버드라이브

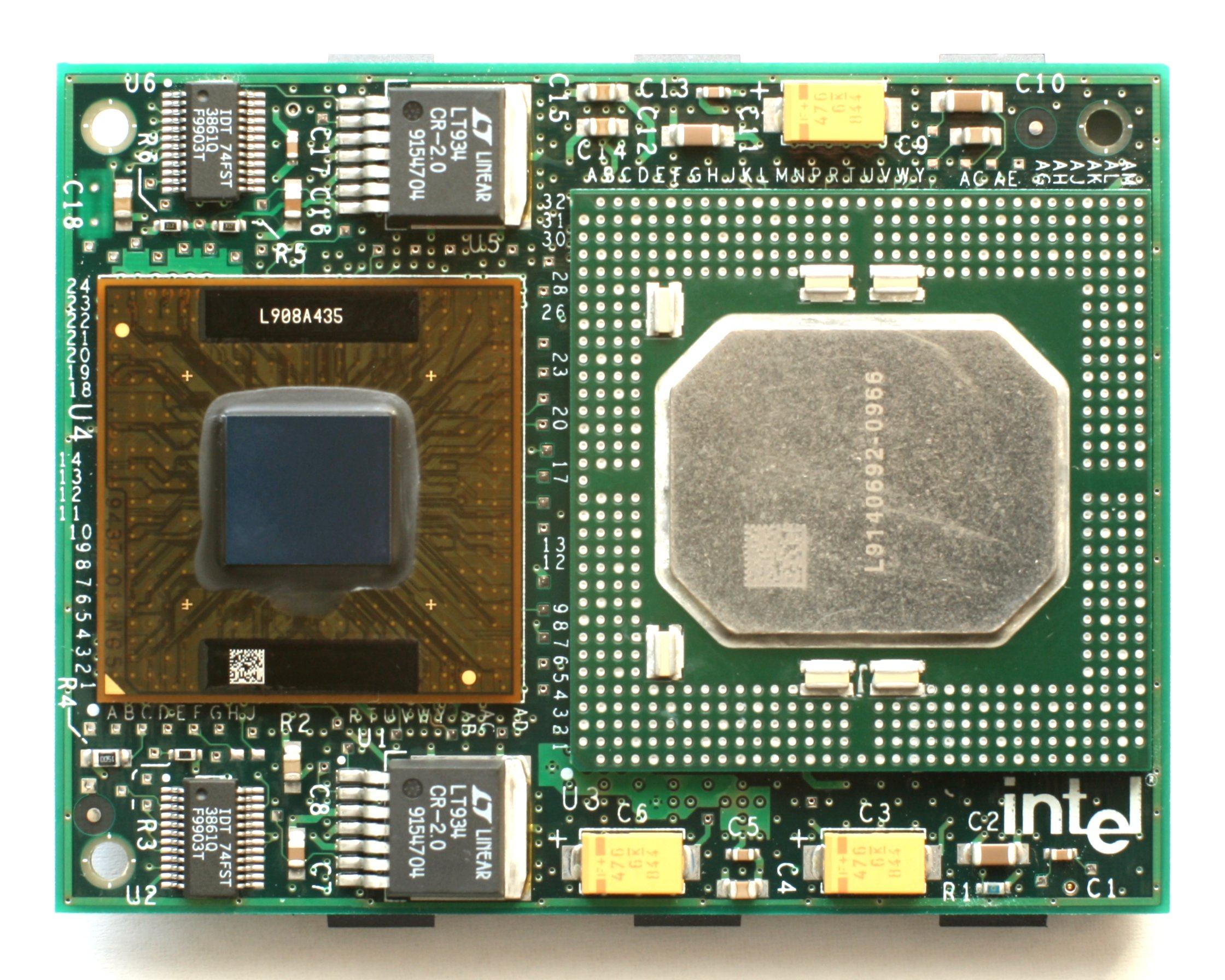
히트싱크가 없는 펜티엄 II 오버드라이브.

펜티엄 오버드라이브(Pentium OverDrive)는 인텔의 컴퓨터 CPU 제품군 중 하나로, 구형의 메인보드와 호환이 가능하도록 설계된 펜티엄 계열 제품군 및 해당 기술을 말한다. 같은 방식을 펜티엄 MMX (명령어 집합)에 적용한 것을 펜티엄 MMX 오버드라이브로, 펜티엄 II에 적용한 것을 펜티엄 II 오버드라이브로 부른다. 현재는 모든 제품이 단종되었으며, 2000년 10월 24일부로 인텔에서 제공하던 대화형 고객 지원도 중단되었다.
이러한 오버드라이브 제품군은, CPU가 새로 개발되면서 CPU의 소켓이 달라지거나 설계 자체가 달라져서 호환되지 않던 구형 메인보드에 새로 개발된 CPU를 사용할 수 있도록 약간의 수정을 가한 제품이다. 대체로 보다 높은 클럭의 향상된 CPU를 사용할 수 있기 때문에 구형 CPU를 쓰는 것보다 성능 향상을 기대할 수 있다.

## 같이 보기
- 486 오버드라이브 - 486 계열의 오버드라이브 제품